# Pierre-François Paulhiac de la Sauvetat
Pierre François Paulhiac de La Sauvetat est un homme politique français né le 16 avril 1739 à Douville (Dordogne), où il est décédé célibataire le 10 mars 1808.
Avocat, il est député du tiers état aux États généraux de 1789 pour la sénéchaussée de Périgord. Il siège dans la majorité.